# Fluda narcissa
Espèce
Fluda narcissa est une espèce d'araignées aranéomorphes de la famille des Salticidae.

## Distribution
Cette espèce est endémique du Brésil.

## Description
La femelle holotype mesure 4 mm. Cette araignée est myrmécomorphe.

## Publication originale
- Peckham & Peckham, 1892 : Ant-like spiders of the family Attidae. Occasional Papers of the Natural History Society of Wisconsin, vol. 2, no 1, p. 1-84 (texte intégral).